# Jardim Paulista (distrito de São Paulo)
Jardim Paulista é um distrito localizado na Zona Oeste do município de São Paulo, administrado pela Subprefeitura de Pinheiros.
A área do distrito é limitada pela Avenida Paulista, Avenida Brigadeiro Luís Antônio, Avenida São Gabriel, Rua Groenlândia, Alameda Gabriel Monteiro da Silva, Avenida Brasil, Rua Henrique Schaumann, Avenida Paulo VI, Avenida Doutor Arnaldo, Avenida Rebouças, até chegar novamente na Avenida Paulista.
Nele encontram-se os bairros da região dos Jardins: Jardim Paulista - onde as vias (alamedas) foram batizadas com nomes de localidades paulistas, Jardim América - onde as vias foram batizadas com países ou estados do continente americano e Cerqueira César, onde estão: o Instituto do Câncer de São Paulo Octavio Frias de Oliveira, a Faculdade de Medicina da Universidade de São Paulo, o Hospital das Clínicas da Faculdade de Medicina da Universidade de São Paulo e a Rua Oscar Freire.

## História
O distrito é formado por três dos cinco bairros que formam a região dos Jardins, uma das áreas mais nobres da cidade, são eles:
- Cerqueira César (parte): loteado com o nome de Villa América em 1890 tranformou propriedades rurais, como: a chácara Água Branca, chácara dos Pinheiros e sítio Rio Verde, pertencentes ao Dr. José Oswald Andrade, pai do escritor paulista Oswald de Andrade.[2] Horácio Belfort Sabino também possuía uma extensa gleba de terra, casado com América Milliet, razão do nome do loteamento: Villa América. Construiu, em 1902, sua residência  projetada pelo arquiteto Victor Dubugras,[3] onde encontra-se, atualmente, o Conjunto Nacional.[4] Anos antes houve a inauguração do Parque Trianon e da Avenida Paulista, via destinada a construção de imóveis horizontais de alto-padrão, tendo seu crescimento ligado à evolução da mesma.[2] Neste bairro estão o Colégio Assunção[5] e Colégio Dante Alighieri,[6] dois dos colégios mais tradicionais da cidade.

- Jardim América: primeiro "bairro-jardim" do país, projetado em 1913 pelos ingleses Barry Parker e Raymond Unwin, baseado no modo cidade-jardim. O projeto foi encomendado pela City of São Paulo Improvements and Freehold Company Limited, também sediada na Inglaterra, que fez um loteamento voltado para o público de alto poder aquisitivo.[7] Essa experiência de urbanização tinha como preocupação oferecer uma alta qualidade de vida aos moradores, por meio de residências instaladas em grandes terrenos ajardinados, dispostos em ruas arborizadas de traçado curvilíneo.[8]

- Jardim Paulista: Após o surgimento de Cerqueira César e do Jardim América, o bairro foi loteado pelas propriedades rurais das famílias Pamplona e Paim.[9] Muitas das vias abertas foram batizadas com nomes de municípios paulistas, tais como as alamedas Campinas, Santos, Jaú, Itu, Franca, Tietê, dentre outras, de onde se originou o nome do bairro. Após a segunda metade do século XX e devido à proximidade da Avenida Paulista, o bairro adquiriu características comerciais, verticalizando-se com a construção de pequenos prédios de escritórios e comércio.[9]

### Demografia
Evolução demográfica do distrito do Jardim Paulista

## Atualidade
| Classe A | 38 % |
| Classe B | 50 % |
| Classe C | 10 % |
| Classe D | 2 %  |
| Classe E | 0 %  |

O distrito do Jardim Paulista foi planejado pela Companhia City e divide com Alto de Pinheiros, Moema e Itaim Bibi o posto de região mais cara da cidade. No bairro de Cerqueira César encontra-se a Oscar Freire, elegida pela Mystery Shopping International como a oitava melhor rua de comércio de luxo do mundo.
A topografia do distrito apresenta dois trechos com características distintas: o primeiro é relativamente plano e vai da Rua Estados Unidos até a Alameda Lorena, daí em diante, as vias em direção à Avenida Paulista, assumem a forma de aclive.
O distrito é atendido pela Linha 2-Verde do Metrô nas estações Trianon-Masp, Consolação e Clínicas e pela Linha 4-Amarela na Estação Oscar Freire.
Localiza-se no distrito o Hospital das Clínicas de São Paulo, que é o maior e mais importante complexo médico-hospitalar da América Latina e referência internacional em diversas áreas. Próximo ao hospital encontra-se a Faculdade de Medicina da Universidade de São Paulo. Já o Instituto Adolfo Lutz realiza pesquisas aplicadas e promove e divulga trabalhos científicos de nível nacional e internacional.
Pontos de interesse em cada bairro do distrito, são eles:
- Jardim Paulista: apresenta tanto perfil residencial como comercial, com alta densidade demográfica, obtida pelo grande número de edifícios presentes. Devido à localização privilegiada e atrações turísticas, a área reúne também muitos flats e hotéis de luxo, exemplos dos hotéis Grand Meliá Mofarrej e Unique. Em seu território localizam-se os consulados: chileno, neozelandês, peruano, romeno, português, espanhol, chinês e venezuelano.[15][16] Na Avenida Paulista situam-se: o Citigroup Center São Paulo, o Banco Mercantil do Brasil, o Clube Homs e edifício-sede da Federação das Indústrias do Estado de São Paulo, onde situa-se o Teatro Popular do SESI.[17]

- Jardim América: bairro-jardim horizontalizado, sendo um dos mais valorizados da capital paulista.[7][18][19] É classificado  pelo CRECI como "Zona de Valor A",[20][21][22][7] onde estão o Clube Atlético Paulistano,[23] a Sociedade Harmonia de Tênis[24][25] e a Paróquia Nossa Senhora do Brasil, todos tombados pelo CONDEPHAAT.[26] Nele estão os consulados chinês, espanhol, peruano, português, russo e uruguaio.[27][28]

- Cerqueira César: apresenta uma vida noturna agitada, teatros, cinemas e grande oferta de comércio e serviços. Reúne diversos flats e hotéis de luxo, a maior concentração da cidade. Exemplos deles são: Renaissance, Emiliano e Fasano. Além do mais, conta com diversos helipontos espalhados, principalmente ao longo da Avenida Paulista.[29] Em seu território encontram-se os consulados: argentino, australiano, belga, boliviano, colombiano, dinamarquês, dominicano, francês, grego, hondurenho, indiano, italiano, jamaicano, japonês, sueco e sul-coreano.[30][31] 
Classificado pelo CRECI como "Zona de Valor B"[32] é protegido pelas Associações: Sociedade dos Amigos e Moradores do Bairro Cerqueira César[33] e Associação Paulista Viva.[34] Um dos ícones do bairro é a Rua Augusta, que marcou época ao ditar a moda dos anos 1960 e que atualmente reúne um comércio variado, bares e lanchonetes, a Galeria Ouro Fino,[35] e o Conjunto Nacional.[36]

## Distritos limítrofes
- Pinheiros (Oeste)
- Perdizes (Noroeste)
- Consolação (Norte)
- Bela Vista (Leste)
- Vila Mariana  (Sudeste)
- Moema (Sul)
- Itaim Bibi (Sudoeste)